# Население на света
Населението на света е общият брой хора, който живее на Земята в точно определен момент. По данни на ООН, през ноември 2022 г. населението на Земята достигна осем милиарда души.

## Численост и дял
Предполага се, че в периода 300 – 400 г. в Източната и Западната част на Римската империя са живеели около 50 милиона души.

### Оценки
| Оценки на населението в периода 10 000 пр.н.е.–2000 г. |  | Оценки за дяла на населението по контитенти в периода 1750 – 2005 г. |
| Оценки на населението в периода 10 000 пр.н.е.–2000 г. |  | Оценки за дяла на населението по контитенти в периода 1750 – 2005 г. |

Хронология на оценки за числеността на населението, по континенти и региони (в млн. души):
- Данните в периода 1750 – 1900 г. са от доклада на ООН – „Светът на шест милиарда“.[5]
- Данните в периода 1950 – 2015 г. са от информационния списък на ООН.[6]

| Година        | Свят      | Африка | Азия | Европа | Латинска Америка * | Северна Америка * | Океания |
| 70000 пр.н.е. | под 0.015 |        |      |        |                    |                   |         |
| 10000 пр.н.е. | 1         |        |      |        |                    |                   |         |
| 9000 пр.н.е.  | 3         |        |      |        |                    |                   |         |
| 8000 пр.н.е.  | 5         |        |      |        |                    |                   |         |
| 7000 пр.н.е.  | 7         |        |      |        |                    |                   |         |
| 6000 пр.н.е.  | 10        |        |      |        |                    |                   |         |
| 5000 пр.н.е.  | 15        |        |      |        |                    |                   |         |
| 4000 пр.н.е.  | 20        |        |      |        |                    |                   |         |
| 3000 пр.н.е.  | 25        |        |      |        |                    |                   |         |
| 2000 пр.н.е.  | 35        |        |      |        |                    |                   |         |
| 1000 пр.н.е.  | 50        | 7      | 33   | 9      |                    |                   |         |
| 500 пр.н.е.   | 100       | 14     | 66   | 16     |                    |                   |         |
| 1             | 200       | 23     | 141  | 28     |                    |                   |         |
| 1000          | 400       | 70     | 269  | 50     | 8                  | 1                 | 2       |
| 1500          | 458       | 86     | 243  | 84     | 39                 | 3                 | 3       |
| 1600          | 580       | 114    | 339  | 111    | 10                 | 3                 | 3       |
| 1700          | 682       | 106    | 436  | 125    | 10                 | 2                 | 3       |
| 1750          | 791       | 106    | 502  | 163    | 16                 | 2                 | 2       |
| 1800          | 978       | 107    | 635  | 203    | 24                 | 7                 | 2       |
| 1850          | 1262      | 111    | 809  | 276    | 38                 | 26                | 2       |
| 1900          | 1650      | 133    | 947  | 408    | 74                 | 82                | 6       |
| 1950          | 2525      | 229    | 1394 | 549    | 169                | 172               | 12.7    |
| 1955          | 2758      | 254    | 1534 | 577    | 193                | 187               | 14.2    |
| 1960          | 3018      | 285    | 1687 | 606    | 221                | 204               | 15.8    |
| 1965          | 3322      | 322    | 1875 | 635    | 254                | 219               | 17.5    |
| 1970          | 3682      | 366    | 2120 | 657    | 288                | 231               | 19.7    |
| 1975          | 4061      | 416    | 2378 | 677    | 326                | 242               | 21.5    |
| 1980          | 4440      | 478    | 2626 | 694    | 365                | 254               | 23.0    |
| 1985          | 4853      | 550    | 2897 | 708    | 406                | 267               | 24.9    |
| 1990          | 5310      | 632    | 3202 | 721    | 447                | 281               | 27.0    |
| 1995          | 5735      | 720    | 3475 | 728    | 487                | 296               | 29.1    |
| 2000          | 6127      | 814    | 3714 | 726    | 527                | 314               | 31.1    |
| 2005          | 6520      | 920    | 3945 | 729    | 564                | 329               | 33.4    |
| 2010          | 6930      | 1044   | 4170 | 735    | 600                | 344               | 36.4    |
| 2015          | 7349      | 1186   | 4393 | 738    | 634                | 358               | 39.3    |
| Година        | Свят      | Африка | Азия | Европа | Латинска Америка*  | Северна Америка*  | Океания |

* Северна Америка включва Канада, САЩ, Гренландия, Бермудските острови и Сен Пиер и Микелон. Латинска Америка включва Централна Америка, страните от Карибския басейн и Южна Америка.

### 15 най-населени страни
Приблизително 4,3 милиарда души, което е 2/3 от населението на света, живеят в едва 15 от всички 222 държави. Ако населението на всички страни в Европейския съюз се събере се получава общодържавно обединение от 494 милиона души или 7,3% от световното население през 2006, което би наредило ЕС на трето място в света след Китай и Индия.
| Държава   | Население (милиони) | Процент (от световното) |
| --------- | ------------------- | ----------------------- |
| Китай     | 1,347               | 19,17%                  |
| Индия     | 1,210               | 17,22%                  |
| САЩ       | 314                 | 4,47%                   |
| Индонезия | 237                 | 3,38%                   |
| Бразилия  | 192                 | 2,74%                   |
| Пакистан  | 180                 | 2,56%                   |
| Нигерия   | 166                 | 2,37%                   |
| Бангладеш | 152                 | 2,17%                   |
| Русия     | 143                 | 2,04%                   |
| Япония    | 127                 | 1,81%                   |
| Мексико   | 112                 | 1,60%                   |
| Филипини  | 92                  | 1,31%                   |
| Виетнам   | 87                  | 1,25%                   |
| Етиопия   | 84                  | 1,20%                   |
| Египет    | 82                  | 1,17%                   |
| Общо      | 4,525               | 65,06%                  |

### Оценки и прогнози
| Прогноза за населението на света, направена през 2004 г. от ООН. Възможни варианти. (500 – 2150 г.) |  | Прогноза за населението на света, направена през 2004 г. от ООН. Възможни варианти. (1800 – 2100 г.) |
| Прогноза за населението на света, направена през 2004 г. от ООН. Възможни варианти. (500 – 2150 г.) |  | Прогноза за населението на света, направена през 2004 г. от ООН. Възможни варианти. (1800 – 2100 г.) |

| Оценки и прогнози на населението по континенти в периода 1950 – 2100 г., извършени от ООН. |  | Оценки и прогнози на населението по континенти в периода 1950 – 2050 г., извършени от ООН. |
| Оценки и прогнози на населението по континенти в периода 1950 – 2100 г., извършени от ООН. |  | Оценки и прогнози на населението по континенти в периода 1950 – 2050 г., извършени от ООН. |

По-долу са поместени таблици с историческия брой на световното население и очаквания му брой за идващите години. Наличността на достоверна информация за населението преди години варира според регионите.
Хронология на оценки за числеността на населението по региони, и прогнози на ООН за повишаването му (в млн. души):
| Регион             | 1500 | 1600 | 1700 | 1750 | 1800 | 1850 | 1900 | 1950 | 1999 | 2050 | 2150 |
| Свят               | 585  | 660  | 710  | 791  | 978  | 1262 | 1650 | 2521 | 5978 | 8909 | 9746 |
| ------------------ | ---- | ---- | ---- | ---- | ---- | ---- | ---- | ---- | ---- | ---- | ---- |
| Африка             | 86   | 114  | 106  | 106  | 107  | 111  | 133  | 221  | 767  | 1766 | 2308 |
| Азия               | 282  | 350  | 411  | 502  | 635  | 809  | 947  | 1402 | 3634 | 5268 | 5561 |
| Европа             | 168  | 170  | 178  | 163  | 203  | 276  | 408  | 547  | 729  | 628  | 517  |
| Латинска Америка * | 40   | 20   | 10   | 16   | 24   | 38   | 74   | 167  | 511  | 809  | 912  |
| Северна Америка *  | 6    | 3    | 2    | 2    | 7    | 26   | 82   | 172  | 312  | 433  | 398  |
| Океания            | 3    | 3    | 3    | 2    | 2    | 2    | 6    | 13   | 30   | 46   | 51   |

Хронология на оценки за дела на населението по региони, и прогнози на ООН за повишаването му (в проценти):
| Регион             | 1500 | 1600 | 1700 | 1750 | 1800 | 1850 | 1900 | 1950 | 1999 | 2050 | 2150 |
| Свят               | 100  | 100  | 100  | 100  | 100  | 100  | 100  | 100  | 100  | 100  | 100  |
| ------------------ | ---- | ---- | ---- | ---- | ---- | ---- | ---- | ---- | ---- | ---- | ---- |
| Африка             | 14.7 | 17.3 | 14.9 | 13.4 | 10.9 | 8.8  | 8.1  | 8.8  | 12.8 | 19.8 | 23.7 |
| Азия               | 48.2 | 53.0 | 57.9 | 63.5 | 64.9 | 64.1 | 57.4 | 55.6 | 60.8 | 59.1 | 57.1 |
| Европа             | 28.7 | 25.8 | 25.1 | 20.6 | 20.8 | 21.9 | 24.7 | 21.7 | 12.2 | 7.0  | 5.3  |
| Латинска Америка * | 6.8  | 3.0  | 1.4  | 2.0  | 2.5  | 3.0  | 4.5  | 6.6  | 8.5  | 9.1  | 9.4  |
| Северна Америка *  | 1.0  | 0.5  | 0.3  | 0.3  | 0.7  | 2.1  | 5.0  | 6.8  | 5.1  | 4.4  | 4.1  |
| Океания            | 0.5  | 0.5  | 0.4  | 0.3  | 0.2  | 0.2  | 0.4  | 0.5  | 0.5  | 0.5  | 0.5  |

* Северна Америка включва Канада, САЩ, Гренландия, Бермудските острови и Сен Пиер и Микелон. Латинска Америка включва Централна Америка, страните от Карибския басейн и Южна Америка.

## Прираст на населението
| Прираст на населението в света, по страни през 2016 г. (по численост). |  | Прираст на населението в света през 2011 г., по страни (в проценти). Данни на CIA World Factbook. |
| Прираст на населението в света, по страни през 2016 г. (по численост). |  | Прираст на населението в света през 2011 г., по страни (в проценти). Данни на CIA World Factbook. |

| Оценки и прогнози на прираста на население в периода 1950 – 2050 г., извършени от Бюрото за преброяване на населението на САЩ |  | Оценки и прогнози на темпа на прираст на числеността на населението през годините. |
| Оценки и прогнози на прираста на население в периода 1950 – 2050 г., извършени от Бюрото за преброяване на населението на САЩ |  | Оценки и прогнози на темпа на прираст на числеността на населението през годините. |

Различните региони имат различни стойности на растежа на населението. Растежът на населението от 2000 до 2005 е както следва:
+237.771 милиона в Азия
+92.293 милиона в Африка
+38.052 милиона в Латинска Америка
+16.241 милиона в Северна Америка
+3.264 милиона в Европа
+1.955 милиона в Океания
+389.576 милиона в целия свят
През 20 век световното население се увеличава многократно спрямо всички предишни периоди, като основна причина за това е намаляването на смъртността в много страни благодарение на развитието на медицината и масираното увеличение на земеделската продукция чрез Зелената революция.
През 2000 г. според ООН населението на света се увеличава годишно с 1,14% (или около 75 милиона души), което е спад от 1987 г., когато населението се е увеличавало с 86 милиона всяка година. Към 2000 година на Земята е имало 10 пъти повече хора отколкото преди 300 години. Според изданието на ЦРУ „World Factbooks“ 2005 – 2006 всеки ден световното население се увеличава с 203 800 души. В изданието от 2007 числото е коригирано на 211 090 души дневно.
Световният прираст от 1963 г. (когато е достигнат върха от 2,19%) насам постоянно намалява, но остава изключително висок в Близкия изток и Субсахарска Африка.
В някои държави налице е отрицателният прираст на населението, особено в Централна и Източна Европа (основно заради изключително ниската раждаемост) и Южната част на Африка (поради големия брой смъртни случаи от СПИН). През следващото десетилетие се очаква Япония и Западна Европа да имат висок отрицателен прираст, поради раждаемост под минималните норми за естествена подмяна на населението.
Прирастата на населението, който надхвърля възможностите за изхранването на даден регион се нарича пренаселване. И обратното – райони, където населението е в пъти по-малко от икономическите му възможности се наричат безлюдни.
Според данни на ООН растежът на световното население рязко спада поради демографски преход. Според организацията през 2075 населението на Земята ще е вече 9,22 милиарда души.

### Положителен прираст
Част от държавите с най-голям положителен прираст на населението:
- Население на Нигерия в периода след 1961 г.
- Население на Нигер в периода 1800 –  2021 г.
- Население на Мали в периода 1890 – 2021 г.
- Население на Уганда в периода след 1961 г.
- Население на Чад в периода 1800 – 2021 г.
- Население на Замбия в периода 1890 – 2021 г.
- Население на Йордания в периода след 1960 г.

### Отрицателен прираст
Част от държавите с най-голям отрицателен прираст на населението:
- Население на България в периода след 1961 г.
- Население на Румъния в периода след 1961 г.
- Население на Литва в периода след 1950 г.
- Население на Латвия в периода след 1950 г.
- Население на Украйна в периода след 1950 г.
- Население на Унгария в периода след 1910 г.

Държави с временен отрицателен прираст:
- Население на Русия в периода след 1950 г.
- Население на Беларус в периода след 1960 г.
- Население на Казахстан в периода след 1950 г.

## Естествен прираст
- Коефициент на естествен прираст в страните по света през 2010 г. (данни на CIA World Factbook)

### Раждаемост
- Тотален коефициент на плодовитост в страните по света през 2017 г. (данни на CIA World Factbook)
- Коефициент на раждаемостта в страните по света през 2014 г. (данни на CIA World Factbook)

### Смъртност
- Коефициент на смъртността в страните по света през 2009 г. (данни на CIA World Factbook)
- Коефициент на смъртността в страните по света. (данни на CIA World Factbook)

## Механичен прираст
- Механичен прираст на населението в страните по света. (данни на CIA World Factbook)
- Дял на мигрантите в страните по света през 2005 г., в проценти. (данни на ООН)

## Гъстота на населението
| Гъстота на населението в страните по света през 2017 г. (данни на ООН) |  | Гъстота на населението по страни и региони. |
| Гъстота на населението в страните по света през 2017 г. (данни на ООН) |  | Гъстота на населението по страни и региони. |

В Азия живеят над 60% от световното население или около 3,8 милиарда души. Само в Китай и Индия живеят съответно 20% и 17% от всички хора на Земята. Населението на Африка е 840 милиона или приблизително 12% от човечеството. На трето място е Европа със своите 710 милиона души, което отговаря на 11%. Северна Америка е дом на 514 милиона души (8%), Южна Америка на 371 милиона (5,3%), а Австралия на около 21 милиона.
Най-гъсто заселените региони на света са Индо-Гангската равнина, Великата китайска равнина, провинция Съчуан, Южна Япония, Бенелюкс и Рурската област, остров Ява, Централна Америка и американският мегаполис БосВаш.

## Раси и етнически групи

### Раси
- Страни и региони, където са съсредоточени представители на европеидната раса. (Дял от населението, в проценти)
- Страни, където са съсредоточени чернокожи.

### Етнически групи
- Страни, в които са съсредоточени славянските народи.
- Страни, в които арабите са мнозинство (в жълто). Съпоставено със страните и регионите където мнозинството от населението изповядва ислям.
- Страни, в които са съсредоточени евреите, по численост.
- Дял на евреите през 2010 г., по страни. (в проценти)

## Езици
- Места с основни езикови семейства.
- Страни и територии, където английският език е официален.
- Страни и територии, където испанският език е официален. (в тъмно синьо)
- Страни и територии, където френският език е разпространен. (в синьо и тъмно синьо е официален)

## Религии
- Страни и територии с основни религии.
- Страни с основни религии.

### Християнство
- Страни, където е разпространено християнството. (в проценти)
- Страни, където е разпространено православието. (в проценти)
- Страни, където е разпространено православието. (в проценти)

### Ислям
- Разпространение на различните течения ислям.
- Страни, където е разпространен исляма. (в проценти)
- Страни, където е разпространен исляма. (в проценти)
- Съотношения между три течения изповядващи исляма – сунити (в зелено); шиити (в червено); ибадити (в синьо).

### Индуизъм
- Страни, където е разпространен индуизмът. (в проценти)
- Страни, където е разпространен индуизмът. (в проценти)
- Страни, където е разпространен индуизмът. (в проценти)

### Будизъм
- Страни, където е разпространен будизмът. (в проценти)
- Страни, където е разпространен будизмът. (в проценти)

### Даоизъм
- Страни, където е разпространен даоизмът. (в проценти)
- Страни, където е разпространен даоизмът. (по численост)

## Оценки и прогнози
| Година | Население (в милиарди) |
| ------ | ---------------------- |
| 2010   | 6.9                    |
| 2020   | 7.7                    |
| 2030   | 8.4                    |
| 2040   | 9.0                    |
| 2050   | 9.5                    |

Трудно може да се прогнозира точният прираст на населението за следващите десетилетия. Раждаемостта постепенно спада спрямо средните си равнища, но значително варира в отделните държави (развити и развиващи се най-вече) и сред различните етнически групи. Смъртността може рязко да се промени поради болести, войни, глобални катастрофи или съществени подобрения в медицината. ООН редовно прави прогнози за развитието на населението, базирано на различни научни предположения. За последните десет години ООН постоянно коригира прогнозите си като в изданието от 14 май 2006 посочва, че към 2050 населението на света ще бъде около 9 милиарда.
Според последното издание на Бюрото за преброяване на населението на САЩ от 18 юни 2008 през 2050 година населението на света се очаква да бъде към 9,5 милиарда.
Други прогнози сочат, че увеличаването на населението на света ще достигне до окончателен застой, но не се знае кога и как. Предполага се, че към 2050 хората на Земята ще бъдат между 9 и 11 милиарда души и след това ще започнат да намаляват поради драстичното намаляване на раждаемостта). Други сценарии за прираста на човечеството предполагат, че катаклизми породени от постоянната нужда от ресурси ще доведе до внезапен спад на населението поради пренаселване и недостиг на храна или дори да се стигне до хипотетичната световна катастрофа описана от Томас Малтус.
| Година | Свят      | Африка            | Азия              | Европа          | Латинска Америка | САЩ и Канада   | Океания       |
| ------ | --------- | ----------------- | ----------------- | --------------- | ---------------- | -------------- | ------------- |
| 2010   | 6 830 283 | 984 225 (14,4%)   | 4 148 948 (60,7%) | 719 714 (10,5%) | 594 436 (8,7%)   | 348 139 (5,1%) | 34 821 (0,5%) |
| 2015   | 7 197 247 | 1 084 540 (15,1%) | 4 370 522 (60,7%) | 713 402 (9,9%)  | 628 260 (8,7%)   | 363 953 (5,1%) | 36 569 (0,5%) |
| 2020   | 7 540 237 | 1 187 584 (15,7%) | 4 570 131 (60,6%) | 705 410 (9,4%)  | 659 248 (8,7%)   | 379 589 (5,0%) | 38 275 (0,5%) |
| 2025   | 7 851 455 | 1 292 085 (16,5%) | 4 742 232 (60,4%) | 696 036 (8,9%)  | 686 857 (8,7%)   | 394 312 (5,0%) | 39 933 (0,5%) |
| 2030   | 8 130 149 | 1 398 004 (17,2%) | 4 886 647 (60,1%) | 685 440 (8,4%)  | 711 058 (8,7%)   | 407 532 (5,0%) | 41 468 (0,5%) |
| 2035   | 8 378 184 | 1 504 179 (18,0%) | 5 006 700 (59,8%) | 673 638 (8,0%)  | 731 591 (8,7%)   | 419 273 (5,0%) | 42 803 (0,5%) |
| 2040   | 8 593 591 | 1 608 329 (18,7%) | 5 103 021 (59,4%) | 660 645 (8,0%)  | 747 953 (8,7%)   | 429 706 (5,0%) | 43 938 (0,5%) |
| 2045   | 8 774 394 | 1 708 407 (19,5%) | 5 175 311 (59,0%) | 646 630 (7,4%)  | 759 955 (8,7%)   | 439 163 (5,0%) | 44 929 (0,5%) |
| 2050   | 8 918 724 | 1 803 298 (20,2%) | 5 217 202 (58,5%) | 653 323 (7,3%)  | 767 685 (8,6%)   | 447 931 (5,0%) | 45 815 (0,5%) |

- Оценки и прогнози на жителите на възраст 15 – 59 г. в Европа и Субсахарска Африка през годините.
- Прогноза направена през 2002 г. за населението в развити и развиващи се страни. (1950 – 2050 г.)

## Предположения базирани на прираста
През 1798 Томас Малтус погрешно прогнозира, че прираста на световното население ще надмине хранителни запаси към средата на 19 век. През 1968 г. Пол Р. Ерлих възобновява това твърдение в изданието си „The Population Bomb“, предричайки световен глад през 70-те и 80-те на 20 век. На зловещите прогнози на Ерлих и други нео-малтусианци се противопоставят множество икономисти, сред които Джулиан Линкълн Саймън, либертиански теоретик. Изследвания в областта на земеделието водят до драстични подобрения в добивите, което е познато като Зелената революция. Продукцията на храна продължава да бъде правопропорционална на прираста на световното население, но поддръжниците на малтусианството посочват, че Зелената революция разчита основно на изкуствени торове, използващи петрол и че мнозинството от посевите са генетически уеднаквени, което може да доведе до световна загуба на реколтата в даден период от време. В началото на 21 век цените на хранителните продукти драстично са се увеличили в световен мащаб, което води до все повече гладуващи хора.
От 1950 до 1984 Зелената революция изцяло променя облика на световно земеделие; добивът на зърнени посеви се увеличава с 250%. Енергията за тази Революция се осигурява от разнообразни фосилни горива под формата на торове, пестициди и въглеводородно напояване. Към май 2008 цените на зърнените продукти драстично се увеличават поради постоянното движение в цените на биогоривата използвани за отглеждането им, покачването на цените на петрола за барел, постоянния прираст на населението, климатичните промени, отдаването на обработваеми земи за индустриалното развитие и разширяване на населените места, както и от увеличаващото се потребление на Китай и Индия. През последните години все по-често избухват въстания за храна.
Световното население се е увеличило с около 4 милиарда от началото на Зелената революция и според мнозина без нея би съществувал изключително голям световен глад и недохранване. По данни на ООН през 2005 около 850 милиона души страдат от хронично недохранване.
От друга страна според някои сегашните ниски равнища на раждаемост в Европа, Северна Америка, Япония и Австралия, комбинирано с масираната имиграция към тях ще доведат до изключително негативни последици за тези региони на света.

## Исторически брой на всички хора
През 1970-те години е популярна хипотезата, че 75% от всички хора, които някога са живели, са живи през 1970-те години, което предполага, че общият брой на всички хора, живели на Земята към 1970-те години, е по-малък от сегашния брой на всички живи хора. Това твърдение бързо се превръща в смело предположение, определяно по-скоро като мит. По-точен брой на всички живели хора е предложен от Карл Хауб от Бюрото за население през 1995 и след това преработен през 2002 г. Последните данни показват, че общият брой е около 106 милиарда. Хауб определя данните като предположение, което изисква подбор на общ брой на населението от най-дълбока древност до съвременността и да се приложат предполагаеми равнища на раждаемостта за всеки период. Ако се вярва на това твърдение, то през 2002 г. едва 6% (6,2 милиарда души) от всички, живели някога на Земята, са били живи.
Определянето на конректния брой на всички хора живели е почти невъзможен поради редица причини, сред които са следните.
- Все още е спорно кои специфични характеристики отделящи Хомо сапиенс от предците му трябва да бъдат включени за разграничаването на отделните преходи в човешката еволюция.
- Не може да се уточни точно от кога трябва да започне броенето на хората поради липсата на реални фосили даващи някакви насоки колко хора са живеели в най-ранните години на човечеството.
- Реална информация за броя на населението на даден регион има само за последните 2 – 3 века. Преди 18 век ограничен брой държави са водили отчет за общото си население. Всички предположения за световното население преди 18 век са със статистическа грешка от порядъка на милиарди, ако не и десетки милиарди души.